# Папирус Кахуна
Папирус Кахуна — сборник древнеегипетских медицинских папирусов (медицинский папирус Кахуна VI. 1 и ветеринарный папирус Кахуна LV.2) из Эль-Лахуна (Лахуна, Кахуна): древнейший медицинский папирус. Представляли собой некогда цельное полотно папируса, которое позже разорвали на кусочки для записей.

## Обнаружение
Оба документа обнаружил в 1888/89 году английский археолог Уильям Флиндерс Питри при раскопках поселения рабочих Мединет-Кахун в Эль-Лахуне оазиса Эль-Файюм. Переведён текст впервые на английский язык и опубликован Фрэнсисом Ллевеллином Гриффитом в 1898 году. В наши дни папирусы хранятся в Музее египетской археологии Питри при Университетском колледже Лондона.

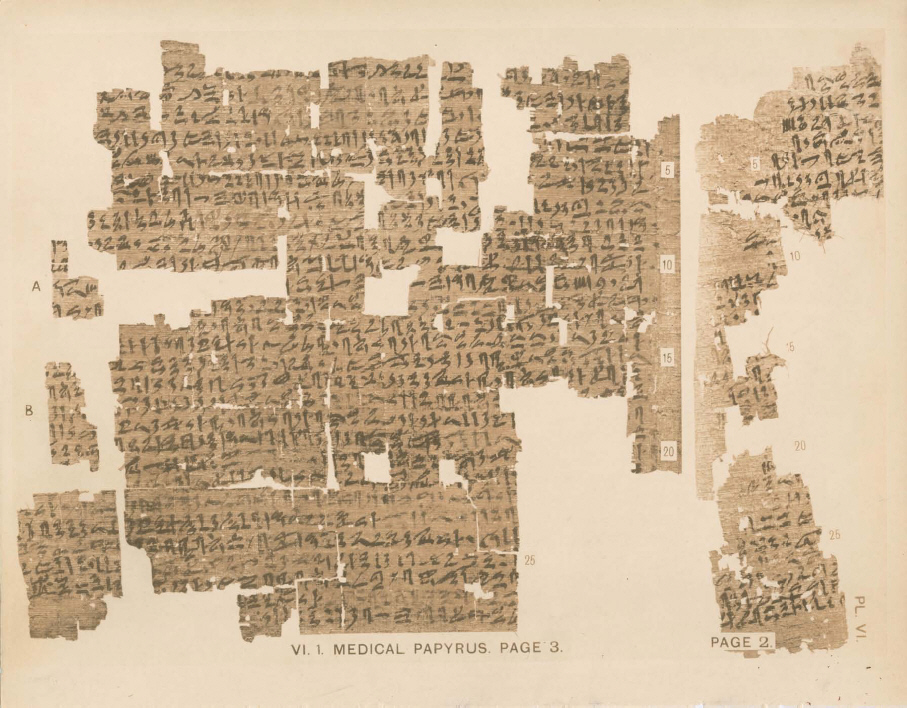
Гинекологической папирус VI.1, страницы 2 и 3

## Гинекологический папирус VI.1
Медицинский папирус Кахуна или гинекологический папирус Кахуна относится к примерно 1850 году до н. э., периоду правления фараона Аменемхета III (XII династия). На первых двух страницах медицинского текста (schesau) перечислены 17 гинекологических предписаний с симптомами и диагнозами. Не зафиксировано упоминаний хирургического вмешательства, приведены рецепты медикаментов, дезинфекции (окуривания) из натуральных продуктов. На третьей странице приведены ещё 17 диагнозов, описаны симптомы беременности, методы определения пола неродившегося ещё ребёнка. Помимо этого папирус содержит списки жрецов, храмового инвентаря, различных коллекций, несколько литературных текстов (в том числе воззвания к фараону Сенусерту III). На обратной стороне представлен краткий итоговый учёт, относящийся ко времени правления Аменемхета III (29 год его правления, ок. 1825 год до н.э.).

## Ветеринарный папирус LV.2

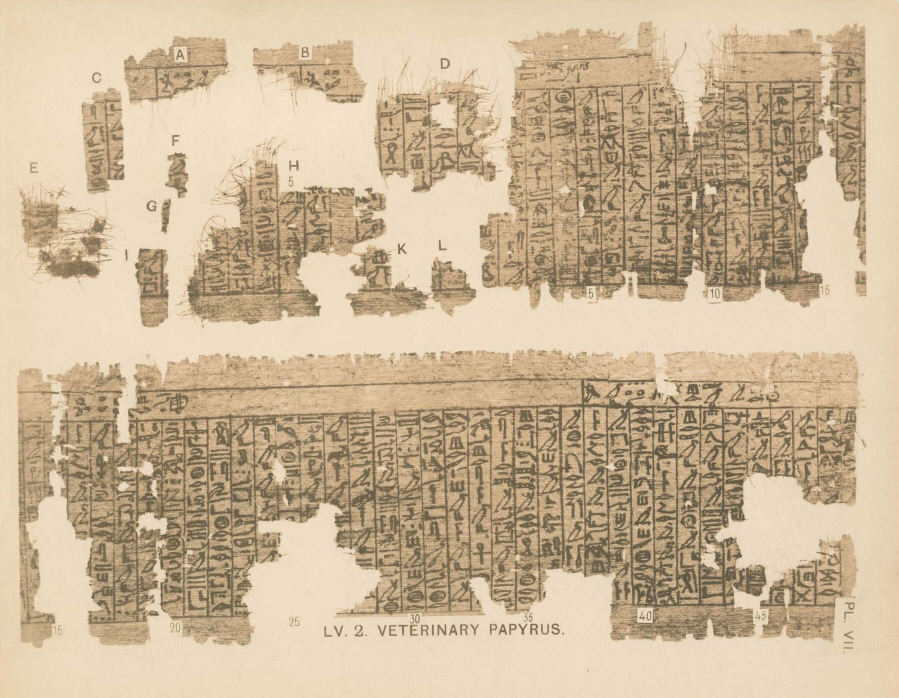
Ветеринарный папирус LV. 2

Ветеринарный папирус Кахуна относится к приблизительно 1800 году до н. э. (Среднее царство, как и предыдущий). В отличие от большинства папирусов этот написан не в строку, а колонками. Фрагментарно сохранившийся текст повествует о заболеваниях животных и ещё не переведён полностью. Прослеживается чёткая структура медицинского наблюдения от диагноза, описания симптомов до назначения терапии. Лучше всего сохранился фрагмент с описанием болезней крупного рогатого скота, где впервые описана чума КРС. Среди прочих пациентов названы рыба, гусь и собака.
Данный папирус является древнейшим из известных ветеринарных медицинских документов человечества. Также он свидетельствует о высоком уровне развития медицинских наук в Древнем Египте.

## Другие фрагменты
Сохранились помимо этих двух папирусов маленькие фрагменты некоего другого медицинского папируса, но они настолько сильно повреждены, что невозможно с уверенностью что-либо о них утверждать.